# Mary Lea Heger
 Mary Lea Heger Shane (* 13. Juli 1897 in Delaware, Missouri; † 13. Juli 1983 in Scotts Valley, Kalifornien) war eine amerikanische Astronomin. Sie gründete das Lick Observatory Archiv, welches 1982 in Mary Lea Shane Archives umbenannt wurde. Sie war die Entdeckerin der ersten diffusen interstellaren Bänder.

## Leben und Werk
Heger wurde in Wilmington geboren und in ihrer Kindheit zog ihre Familie nach Belvedere an der Bucht von San Francisco. Sie studierte an der University of California, Berkeley, wo sie 1919 ihren Bachelor-Abschluss erhielt. Während ihres Studiums der Astronomie besuchte sie einen Kurs von William Hammond Wright und schrieb eine Hausarbeit, die zu ihrer Idee führte, die Natrium-D-Linien in binären Systemen zu untersuchen, um festzustellen, ob sie ein gleiches Verhalten wie Wasserstoff und Kalium aufweisen. Nachdem sie 1920 den Astronomen C. Donald Shane geheiratet hatte, promovierte sie 1924 bei William Wallace Campbell, der bis 1923 Direktor des Lick-Observatorium war und danach Präsident der University of California. 
Bei den Beobachtungen für ihre Doktorarbeit entdeckte sie, dass in den Gaswolken zwischen den Sternen Natrium vorkommt. Sie fand viele weitere Absorptionslinien in den Spektren von Himmelsobjekten und entdeckte in ihren Beobachtungen dunkle Linien, die belegten, dass das Licht von einer bis dato unbekannte Quelle absorbiert worden sein musste. Diese Linien wurden als „Diffuse Interstellare Bänder“ (DIBs) bezeichnet. Bis heute ist unklar, durch welche Art von Materie sie erzeugt werden und wo sich genau diese im Raum befinden.
Heger entdeckte ein paar sehr seltsame Spektrallinien im Lichtspektrum eines Sterns, die viel unschärfer und diffuser als die schmalen Linien waren, die in den äußeren Schichten eines Sterns durch die Materie erzeugt werden. Die Linienstärke korrelierte ein wenig mit der Stärke der Extinktion und die Linien erschienen umso schwächer, je mehr Licht von der interstellaren Materie durchquert werden musste. Astronomen schlossen daraus, dass das Material zwischen den Sternen diese diffusen interstellaren Banden (DIBs) hervorrufen musste.
1945 wurde ihr Ehemann Direktor des Lick Observatory und sie empfing auf dem Mount Hamilton die Besucher des Lick Observatory. Sie erforschte die Geschichte des Lick Observatory und seiner historischen Schlüsselfiguren und sammelte Materialien im Zusammenhang mit dem Lick Observatory. 1966 zog der Hauptsitz des Observatoriums auf den Campus Santa Cruz der University of California und sie half bei der Einrichtung von Archiven in der Universitätsbibliothek, um diese große Sammlung zu organisieren und zu archivieren. 1982 fand in der Bibliothek eine Zeremonie statt, bei der diese Sammlung als Mary Lea Shane-Archiv des Lick Observatory (jetzt als Lick Observatory Records, Sammlung UA.036 erhältlich) bezeichnet wurde, um ihre Rolle bei der Gründung zu würdigen. In diesem Archiv befinden sich zahllose Dokumente zur Geschichte der Astronomie in den USA und Europa.
Heger starb an ihrem 86. Geburtstag an einem Herzinfarkt in ihrem Haus in Scotts Valley.